# Verzé
 Verzé  es una población y comuna francesa, en la región de Borgoña, departamento de Saona y Loira, en el distrito de Mâcon y cantón de Mâcon-Nord.

## Demografía
| 462 | 531 | 515 | 579 | 575 | 638 | 654 |
| Para los censos de 1962 a 1999 la población legal corresponde a la población sin duplicidades (Fuente: INSEE [Consultar]) |     |     |     |     |     |     |